# Грузька (притока Ворскли)
Грузька (рос. Р. Грузская; Лозовая) — річка в Росії у Борисовському районі Бєлгородської області. Права притока річки Ворскли (басейн Дніпра).

## Опис
Довжина річки приблизно 15,16  найкоротша відстань між витоком і гирлом — 12,46  км, коефіцієнт звивистості річки — 1,22 . Формується декількома струмками та загатами.

## Розташування
Бере початок у селі Грузьке. Тече переважно на північний захід через села Зозулі та Біленьке і впадає у річку Ворсклу, ліву притоку річки Дніпра.

## Цікаві факти
- У XX столітті на річці існували водокачки, молочно-тваринна ферма, газгольдер та декілька газових свердловин[2].